# Soponya
Soponya är en ort (större by) i provinsen Fejér i centrala Ungern. Orten har 1 780 invånare (2024), på en yta av 49,96 km². Den ligger cirka 20,5 kilometer söder om Székesfehérvár.